# Первомайський район (Томська область)
Первома́йський район (рос. Первомайский район) — адміністративна одиниця Томської області Російської Федерації.
Адміністративний центр — село Первомайське.

## Населення
Населення району становить 16450 осіб (2019; 18947 у 2010, 21260 у 2002).

## Адміністративно-територіальний поділ
На території району 6 сільських поселень:
| Поселення                         | Площа, км² | Населення, осіб (2002) | Населення, осіб (2010) | Населення, осіб (2019) | Центр        | Населені пункти |
| --------------------------------- | ---------- | ---------------------- | ---------------------- | ---------------------- | ------------ | --------------- |
| Комсомольське сільське поселення  | -          | 3326                   | 2588                   | 2105                   | Комсомольськ | 5               |
| Куяновське сільське поселення     | -          | 1963                   | 1545                   | 1309                   | Куяново      | 8               |
| Новомаріїнське сільське поселення | 3410,77    | 1581                   | 1428                   | 1229                   | Новомаріїнка | 5               |
| Первомайське сільське поселення   | -          | 9173                   | 8665                   | 7733                   | Первомайське | 10              |
| Сергієвське сільське поселення    | -          | 2734                   | 2357                   | 2061                   | Сергієво     | 11              |
| Улу-Юльське сільське поселення    | -          | 2483                   | 2364                   | 2039                   | Улу-Юл       | 5               |

## Найбільші населені пункти
Населені пункти з чисельністю населення понад 1000 осіб:
| № | Населений пункт | Населення, осіб (2002) | Населення, осіб (2010) |
| - | --------------- | ---------------------- | ---------------------- |
| 1 | Первомайське    | 5 800                  | 5 641                  |
| 2 | Комсомольськ    | 2 856                  | 2 211                  |
| 3 | Улу-Юл          | 1 369                  | 1 432                  |
| 4 | Беляй           | 1 244                  | 1 151                  |